# Velike Lašče
Velike Lašče – wieś w Słowenii, w gminie Velike Lašče. W 2018 roku liczyła 710 mieszkańców.